# Joe Alex
Pour les articles homonymes, voir Alex.
Joseph Alex dit Joe Alex, né le 1er novembre 1891 à Saint-Paul (La Réunion) et mort le 5 août 1948 à Lima (Pérou), est un acteur, chanteur et danseur noir ayant travaillé au théâtre et au cinéma en France dans les décennies 1920, 1930 et 1940.

## Biographie
Si Joe Alex est né à La Réunion, il est difficile à dire si c'est sur ce territoire qu'il a découvert le théâtre et le cinéma. Joe Alex a joué des rôles de « noir » dans plus de quarante films français. Il apparaît déjà dans le spectacle Match ! Delmarès contre Sandrini à l'Olympia en 1918. Il joue entre autres dans la Revue nègre en 1925, dansant la Danse sauvage aux côtés de Joséphine Baker. Avec elle, il a enregistré en duo la chanson Voulez-vous de la canne à sucre. Au cinéma, il joue notamment dans Les Enfants du paradis de Marcel Carné.
En 1938, il a dirigé à Paris le Théâtre africain, dont la troupe était intégralement noire, et qui dut cesser son activité à la déclaration de guerre. Il joue dans la pièce L'Amant de Bornéo à Paris de 1941 à 1943. Il quitte la France en 1947.

## Filmographie
- 1923 : Le Chant de l'amour triomphant de Victor Tourjansky
- 1923 : Le Nègre du rapide numéro 13 de Joseph Mandement : Zanibah Ambah
- 1924 : Kean ou Désordre et génie d'Alexandre Volkoff
- 1924 : Le Lion des Mogols de Jean Epstein
- 1924 : La Cible de Serge Nadejdine
- 1924 : Paris de René Hervil
- 1925 : Le Prince charmant de Victor Tourjansky
- 1926 : La Flamme de René Hervil
- 1926 : Grand Gosse de Benito Perojo
- 1926 : Jim la Houlette, roi des voleurs de Nicolas Rimsky et Roger Lion
- 1926 : Le Bouif errant de René Hervil
- 1926 : L'Agonie de Jérusalem de Julien Duvivier
- 1927 : La Sirène des Tropiques d'Henri Étiévant et Mario Nalpas
- 1929 : J'ai l'noir ou le Suicide de Dranem de Max de Rieux
- 1930 : La Petite Lise de Jean Grémillon : Le danseur noir
- 1931 : Les Vagabonds magnifiques de Gennaro Dini
- 1932 : La Terreur de la pampa de Maurice Cammage (court métrage) Sam
- 1933 : L'Étoile de Valencia de Serge de Poligny : Diego
- 1934 : Bouboule Ier, roi nègre de Léon Mathot : Bango
- 1934 : Rapt (ou La Séparation des races) de Dimitri Kirsanoff
- 1935 : Le Clown Bux de Jacques Natanson : Tom
- 1936 : Rigolboche de Christian-Jaque : Un noir
- 1937 : Josette de Christian-Jaque : Le domestique
- 1937 : Ne tuez pas Dolly de Jean Delannoy (court métrage)
- 1937 : Naples au baiser de feu d'Augusto Genina
- 1938 : Le Paradis de Satan de Félix Gandéra et Jean Delannoy
- 1939 : L'Esclave blanche de Marc Sorkin : Ali
- 1939 : Fort Dolorès de René Le Hénaff
- 1942 : L'Amant de Bornéo de Jean-Pierre Feydeau et René Le Hénaff
- 1943 : Adrien de Fernandel : Le cireur de chaussures
- 1943 : Les Enfants du paradis de Marcel Carné
- 1945 : Monsieur Grégoire s'évade de Jacques Daniel-Norman : Jeff
- 1946 : Le Bateau à soupe de Maurice Gleize : L'indigène
- 1946 : Les Trois Cousines de Jacques Daniel-Norman : Le noir